# Sena la Argenteuil (pictură de Sisley)
Sena la Argenteuil este o pictură în ulei pe pânză realizată în 1872 de pictorul francez Alfred Sisley, aflată acum în Muzeul Faure din Aix-les-Bains. A fost achiziționată de medicul și iubitorul de artă Jean Faure, care a lăsat-o apoi orașului.